# Parafia Matki Bożej Częstochowskiej w Kuklówce
Parafia pw. Matki Bożej Częstochowskiej w Kuklówce – rzymskokatolicka parafia należąca do dekanatu grodziskiego, archidiecezji warszawskiej, metropolii warszawskiej Kościoła katolickiego. W parafii posługują księża diecezjalni. Proboszczem parafii od 2009 roku jest ks. kan. Andrzej Sadowski. 